# Phreatia pentagona
Phreatia pentagona är en orkidéart som beskrevs av Paul J. Kores. Phreatia pentagona ingår i släktet Phreatia och familjen orkidéer.
Artens utbredningsområde är Fiji. Inga underarter finns listade i Catalogue of Life.